# Mamma non rompere sto imparando
Mamma non rompere. Sto imparando! è un saggio scritto da Marc Prensky nel 2008.

## Contenuto
L'autore con questo libro vuole evidenziare che i videogiochi non sono cattivi a prescindere, ma se adeguatamente strutturati possono essere utili allo sviluppo e alla psiche dei bambini e degli adulti.

## Edizioni
Mark Prensky, Mamma non rompere. Sto imparando!, 1ª ed., multiplayer.it edizioni, 2008,  pp. 256, ISBN 9788889164402.